# Kelly Herndon
Kelly Errin Herndon (Twinsburg, 3 novembre 1976) è un ex giocatore di football americano statunitense che ha giocato nel ruolo di cornerback nella National Football League. Al college ha giocato a football coi Toledo Rockets.

## Carriera professionistica
Herndon partecipò al suo primo camp nella NFL nel 1999 ma dovette attendere fino al 2002 per disputare la sua prima gara come professionista, quando era in forza ai Denver Broncos. È noto soprattutto per il suo intercetto ai danni di Ben Roethlisberger nel Super Bowl XL che ritornò per 76 yard in touchdown, allora un record del Super Bowl, che fu in seguito superato da James Harrison.

## Palmarès

### Franchigia
- National Football Conference Championship: 1

Seattle Seahawks: 2005